# David d'Angers
Pierre Jean David, comúnmente llamado David d'Angers (Angers, 12 de marzo de 1788-París, 4 de enero de 1856), fue un escultor francés.

## Vida y obra
Nació en Angers. Su padre era escultor o albañil, y sirvió en las fuerzas armadas, en la lucha contra los chuanes de la Vandea. Al retornar a su profesión después de la guerra civil descubrió que su clientela se había desvanecido. Como resultado, creció en la pobreza. Su padre quería que ingresara en una carrera mejor. 
A los dieciocho años, partió para París a estudiar artes, con solo once francos en su bolsillo. Tras año y medio sufriendo dificultades, obtuvo el premio ofrecido por la École des Beaux-Arts. Además, su ciudad natal le concedió una anualidad de 600 francos en 1809. En 1811, ganó el Premio de Roma con su relieve Epaminondas. Pasó cinco años en Roma, durante los cuales su apreció las obras de Antonio Canova.

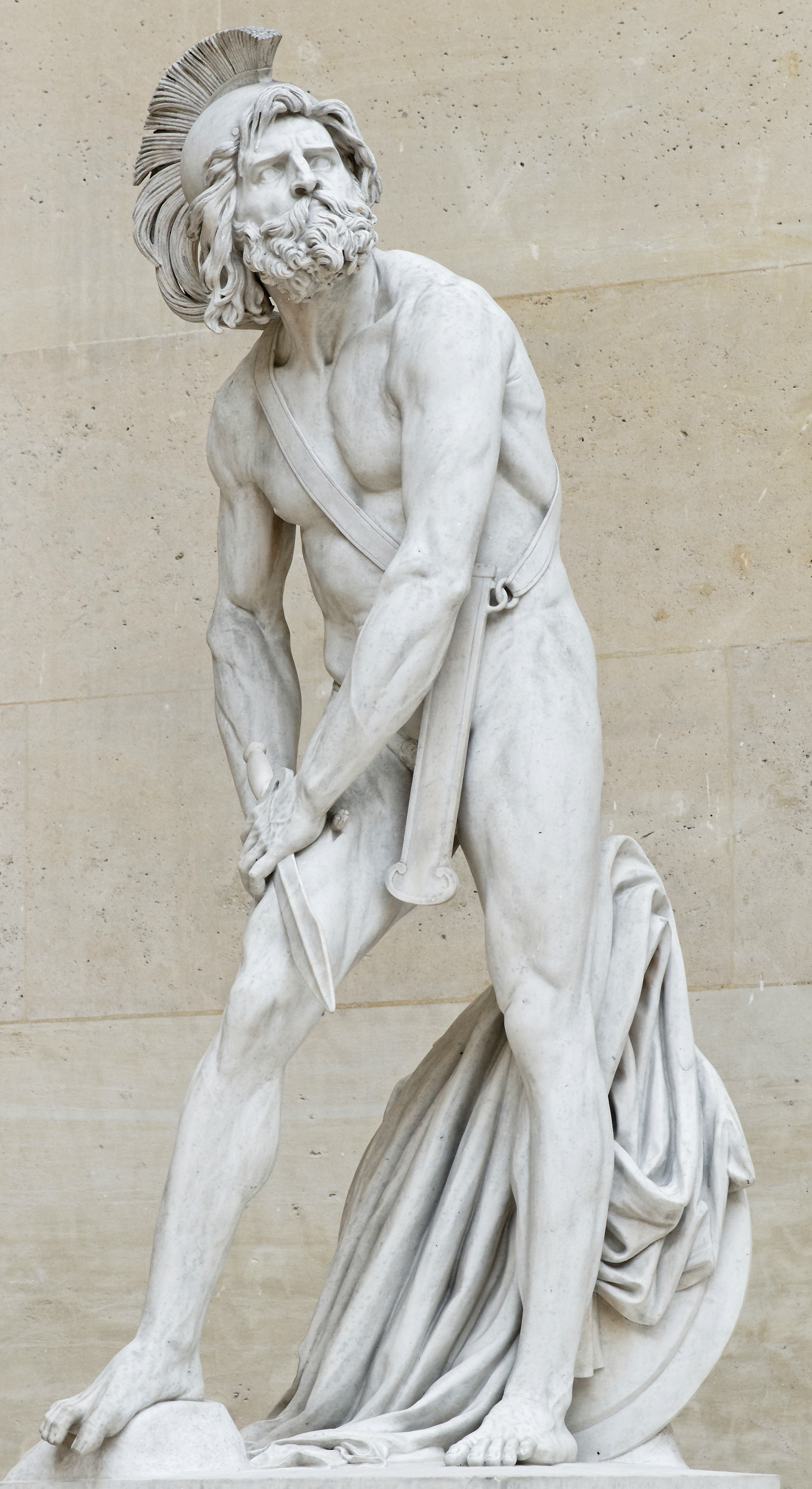
Filopemén herido, Louvre, 1837.

Al volver de Roma, en la época de la restauración de los Borbones, junto a los conquistadores extranjeros y monárquicos retornados, David d'Angers no permanecería en las proximidades del Palacio de las Tullerías, optando, en vez de eso, por viajar a Londres. 
Pero pronto retornó a París con grandes dificultades y más empobrecido. Finalmente consiguió establecer una carrera próspera en la capital francesa. Su medallones y bustos eran muy requeridos, así como pedidos de obras monumentales.
Uno de sus trabajos más famosos fue Gutenberg en Estrasburgo, pero, personalmente, él valoró más su estatua de Barra, un niño tamborista que continuó batiendo su tambor hasta el momento de su muerte en la Guerra de los Chuanes, y el monumento al libertador griego Markos Botsaris. 
Produjo un gran número de medallones (más de quinientos) y de bustos, y sus modelos no fueron solamente hombres y mujeres ilustres de Francia, sino también muchos otros, tanto de Inglaterra como de Alemania, países que visitó profesionalmente en 1827 y 1829.

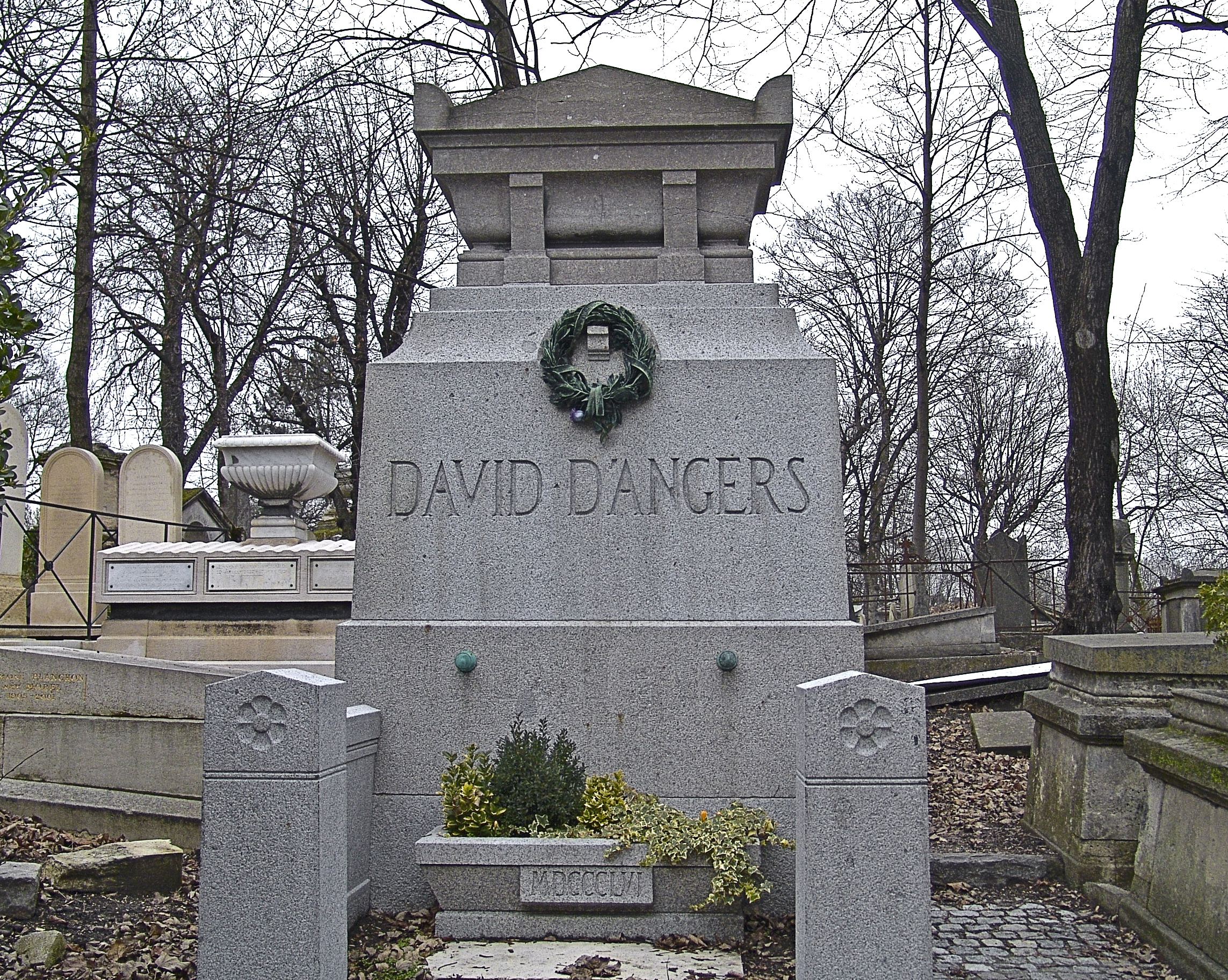
Tumba de David d'Angers en el cementerio del Père-Lachaise.

La fama de David descansa inevitablemente en la escultura en mármol de su Filopemén herido en el Panteón de París, conservado en el Museo del Louvre, y su monumento al General Gobert en el cementerio del Père-Lachaise. Además de la estatua de Gobert, también esculpió otras siete estatuas para mausoleos del mismo cementerio (por ejemplo, los bustos de bronce del escritor Honoré de Balzac y del médico Samuel Hahnemann.
En el Museo David de Angers hay una completa colección de sus trabajos, copias y moldes usados.